# Randolph Ross
Randolph Ross (* 1. Januar 2001 in Raleigh, North Carolina) ist ein US-amerikanischer Leichtathlet, der sich auf den Sprint spezialisiert hat. Seinen größten sportlichen Erfolg feierte er im Jahr 2021 mit dem Gewinn der Goldmedaille mit der US-amerikanischen 4-mal-400-Meter-Staffel bei den Olympischen Sommerspielen in Tokio. Auch sein Vater Duane Ross war als Leichtathlet für die Vereinigten Staaten erfolgreich.

## Sportliche Laufbahn
Randolph Ross studiert an der North Carolina Agricultural and Technical State University und siegte 2021 mit Weltjahresbestleistung von 43,85 s im 400-Meter-Lauf bei den NCAA-College-Meisterschaften. Zudem gewann er im selben Jahr auch den Titel mit der 4-mal-400-Meter-Staffel. Kurz nach seinem Sieg über 400 Meter im Jahr 2021 erkämpfte er bei den US Olympic Trials einen Startplatz über 400 Meter für die Olympischen Sommerspiele in Tokio, bei denen er aber mit 45,67 s in der ersten Runde ausschied. Zudem kam er mit 4-mal-400-Meter-Staffel im Vorlauf zum Einsatz und trug damit zum Gewinn der Goldmedaille durch die US-amerikanische Mannschaft bei. 2022 siegte er in 44,63 s bei den NCAA-Hallenmeisterschaften und verteidigte im Juni bei den Freiluftmeisterschaften in Eugene in 44,13 s seinen Titel. Wegen Verstoßes gegen die Anti-Doping-Bestimmungen wurde Ross Ende 2022 für drei Jahre gesperrt.

## Persönliche Bestzeiten
- 200 Meter: 20,26 s (+1,7 m/s), 11. Mai 2022 in High Point
  - 200 Meter (Halle): 20,50 s, 13. Februar 2021 in Clemson
- 400 Meter: 43,85 s, 11. Juni 2021 in Eugene
  - 400 Meter (Halle): 44,62 s, 12. März 2022 in Birmingham